# Henry Symeonis
Henry Symeonis (fl. 1225 - 1264) fue un hombre acaudalado de Oxford que, curiosamente, se convirtió en el centro de una prolongada y enigmática disputa dentro de la Universidad de Oxford, la cual se extendió por unos 550 años. Hasta el año 1827, los graduados estaban obligados a jurar que nunca se reconciliarían con él, a pesar de que, para el siglo XVII, la universidad ya no recordaba quién era ni por qué se le guardaba tal rencor. No fue sino hasta 1912 que su verdadera identidad fue redescubierta.

## Biografía

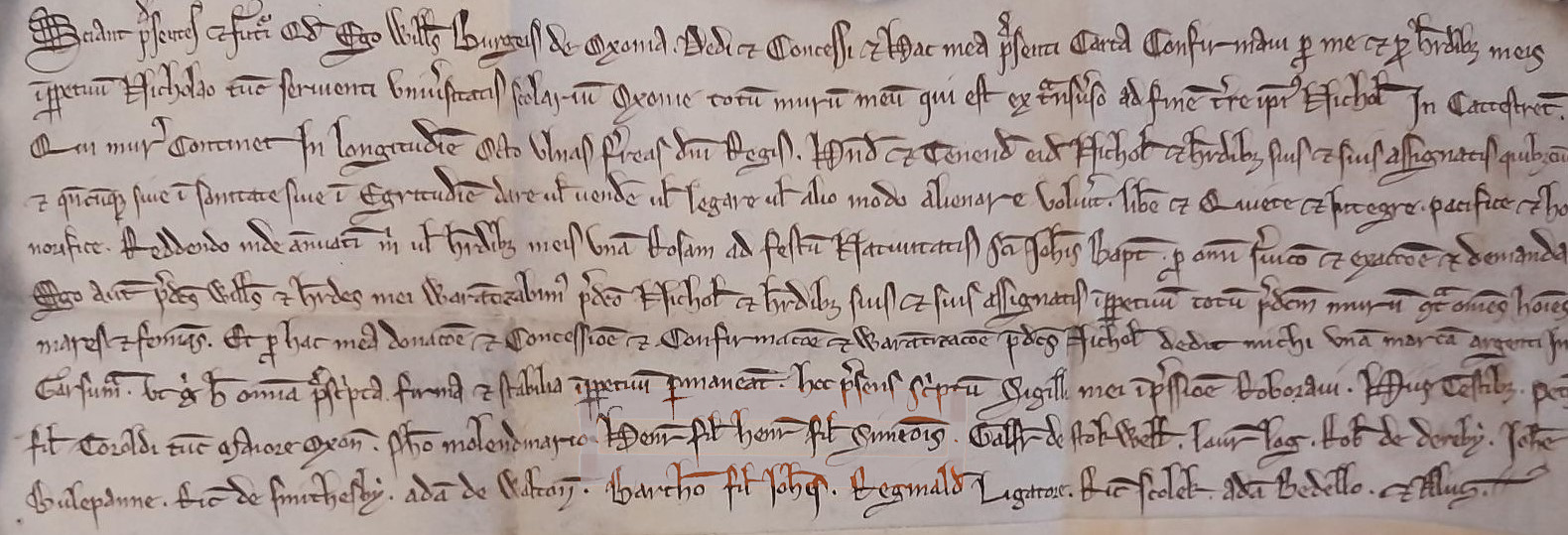
Henry Symeonis aparece como testigo de una concesión de muro fronterizo en 1243.

Henry era hijo de Henry, quien a su vez era hijo de Symeon, de donde proviene su apellido patronímico.Symeon fue testigo de documentos reales y posiblemente ejerció como alguacil en Oxford durante el reinado de Juan I.Su hijo Henry se encontraba entre los ciudadanos más ricos de Oxford a inicios del siglo XIII. El Henry más joven, nieto de Symeon, aparece en los registros por primera vez en 1225 y también era dueño de varias propiedades en la ciudad.
Henry Symeonis fue uno de los hombres sancionados el 22 de mayo de 1242 con una multa de 80 libras y expulsados de Oxford por orden del rey Enrique III, tras haber asesinado a un académico de la universidad.Se les permitió residir en Northampton o en regiones más al norte, pero tenían prohibido acercarse a Oxford hasta el regreso del rey desde Aquitania. Más adelante, ese mismo año, el monarca volvió a Inglaterra, y al parecer Symeonis ya se encontraba nuevamente en Oxford a comienzos de 1243.Posteriormente vendió una isla al rey, quien en 1245 se la concedió a la Orden de los Frailes Menores.
En 1264, un gran número de académicos abandonó Oxford y, el 12 de marzo de ese año, el rey Enrique III decidió suspender temporalmente las actividades de la universidad. Poco después, el 25 de marzo, el monarca emitió cartas patentes en las que anunciaba el perdón de Henry Symeonis y ordenaba que se le permitiera vivir en paz en Oxford, siempre que mantuviera una buena conducta Sin embargo, los archivistas de la universidad han interpretado este hecho de manera distinta. A comienzos del siglo XX, Reginald Lane Poole sostuvo que la salida masiva de académicos fue una forma de protesta contra el regreso de Symeonis.En cambio, en 2023, la archivista Alice Millea indicó que Symeonis ya había regresado mucho antes y que la verdadera razón de la suspensión fue que Oxford se había convertido en un punto estratégico durante la segunda guerra de los Barones.Millea también señaló que Henry Symeonis obtuvo el perdón real a cambio de un pago. No obstante, más adelante ese mismo año, el rey fue capturado como parte del conflicto con los barones, y los académicos ignoraron su orden de reconciliarse con Symeonis.

## Juramento
Magister, tu jurabis quod nunquam consenties in reconciliationem Henrici Simeonis, nec statum Baccalaurei iterum tibi asume. Maestro, jurará que nunca consentirá la reconciliación de Enrique Simeón, ni asumirá nuevamente la condición de Bachiler.

— Oath taken by Oxford students, Corpus Statutorum (Estatuto Título VII sección 1. 5)
El rechazo hacia Henry Symeonis quedó registrado formalmente en los estatutos de la Universidad de Oxford. Hasta el año 1827, era obligatorio que todos los estudiantes con grado de Bachiller en Artes (BA) que quisieran obtener la maestría juraran no reconciliarse jamás con él.Curiosamente, estos estatutos no incluían ninguna explicación sobre quién era Henry Symeonis ni cuál había sido su falta. En 1608, el archivista Brian Twyne mencionó en su obra Antiquitatis Academiae Oxon Apologia que Symeonis había sido un regente de Artes que fingió haber obtenido su título para poder ingresar en un monasterio del extranjero. No obstante, Twyne no aportó ninguna fuente que respaldara esa afirmación.
En el siglo XVII, el anticuario Anthony Wood informó que la eliminación del juramento referente a Henry Symeonis fue propuesta y rechazada, por razones que no menciona, durante la revisión de los estatutos de la Universidad de Oxford en 1651-1652. Alice Millea, de la Biblioteca Bodleiana de Oxford, escribió en 2023 que presume que para entonces el verdadero origen y significado del juramento ya se había olvidado, reemplazado por leyendas y mitos. El juramento fue finalmente abolido en febrero de 1827, posiblemente porque nadie sabía exactamente qué se estaba aboliendo.El obispo inglés Christopher Wordsworth, quien describió el juramento como "curiosamente personal", escribió en 1874: "Se cree que el culpable, para obtener algún fin, ocultó su título durante el reinado del rey Juan".
Millea señala que el resentimiento de la universidad hacia Henry Symeonis, que se mantuvo vigente por cerca de 550 años, es un caso bastante inusual que muestra cómo algunas tradiciones universitarias persisten mucho tiempo después de perder su significado original. Este caso también se utiliza para ejemplificar la importancia de revisar críticamente las normas antiguas, en lugar de mantenerlas simplemente por costumbre o por desconocer su origen.La verdadera identidad de Henry Symeonis no fue descubierta hasta 1912, cuando el archivista de Oxford Reginald Lane Poole la volvió a investigar.